# Sukarendah
Sukarendah is een bestuurslaag in het regentschap Lebak van de provincie Banten, Indonesië. Sukarendah telt 5418 inwoners (volkstelling 2010).